# Atavist
Atavist — це п'ятий студійний альбом американського ню-метал гурту Otep. Альбом вийшов 26 квітня 2011 року під лейблом Victory Records.
8 березня Отеп Шамая повідомила назви треків «Atom to Adam», «Blood of Saints», «Remember to Forget», and «We Dream Like Lions» на Фейсбуці та Твіттері.
15 березня, о восьмій годині ранку (UTC-8), співачка повідомила на Твіттері назву ще одного треку — «Not to Touch the Earth». Дана композиція є кавером на однойменну пісню гурту The Doors.
21 березня на сайті лейблу Victory Records з'явилася можливість онлайн-прослуховування пісні «Drunk on the Blood of Saints».
Перший сингл із цього альбому, «Fists Fall», дебютував на радіостанції Full Metal Jackie 26 березня. 29 березня цей сингл можна було придбати окремо, або ж вкупі із піснею «Not to Touch the Earth» на iTunes.
16 квітня 2011 року весь альбом зробили доступним для онлайн-прослуховування на iTunes, під час якого програвалися уривки пісень від 0:30 до 1:30.
Atavist став першим альбомом гурту, в записі якого не брав участі до цього часу незмінний басист Otep Джейсон «eViL j» Мак-Ґвайр, який вийшов із гурту 30 вересня 2010 року.

## Список треків
Автор слів Отеп Шамая, автор музики Рані Шероун, Джил Шероун, Колін Мак-Кой, Тоні Кампос, Маркус Естрада, Ульріх Вайлд, за винятком зазначених. 
| #     | Назва                                                                              | Тривалість |
| ----- | ---------------------------------------------------------------------------------- | ---------- |
| 1.    | «Atavist Animus»                                                                   | 0:46       |
| 2.    | «Atom to Adam»                                                                     | 4:05       |
| 3.    | «Drunk on the Blood of Saints»                                                     | 4:04       |
| 4.    | «Remember to Forget»                                                               | 4:24       |
| 5.    | «Skin of the Master»                                                               | 3:47       |
| 6.    | «We Dream Like Lions»                                                              | 3:13       |
| 7.    | «I, Alone»                                                                         | 3:41       |
| 8.    | «Baby's Breath»                                                                    | 7:12       |
| 9.    | «Fists Fall»                                                                       | 3:50       |
| 10.   | «Stay»                                                                             | 4:43       |
| 11.   | «Bible Belt»                                                                       | 5:38       |
| 12.   | «Not to Touch the Earth» (Джон Денсмор, Роббі Крігер, Рей Манзарек, Джим Моррісон) | 5:32       |
| 50:55 |                                                                                    |            |

## Делюкс-видання DVD
- Baby's Breath (відеокліп)
- Spiritual Intercourse (Inside the Mind of Otep Shamaya)
- Alchemy & Atavism
- Smash The Control Machine (музичний відеокліп)
- Rise, Rebel, Resist (музичний відеокліп)
- Run for Cover (музичний відеокліп)

## Учасники
- Отеп Шамая — вокал (всі композиції)
- Маркус Естрада — гітари («Blood of Saints», «Remember to Forget», «Atom to Adam», «I, Alone», «Fists Fall», «Skin of the Master», «Not to Touch the Earth»)
- Рані Шероун — гітари («We Dream Like Lions» та «Stay»)
- Улріх Вайлд — клавішні/гітара («Remember to Forget», «Atom to Adam», «Stay», «Skin of the Master» та «Bible Belt»)
- Колін Мак-Кой — бас-гітара («I, Alone», «Stay», «Atom to Adam», «Skin of the Master», «We Dream Like Lions», «Fists Fall» та «Not to Touch the Earth»)
- Тоні Кампос — бас-гітара («Blood of Saints» та «Remember to Forget»)
- Джил Шероун — ударні (всі композиції)

## Виробництво
- Мастеринг — Дейв Коллінз
- Фотографія — Джозефін Море́
- Обкладинка — Doublej
- Дизайн упаковки — Doublej
- Ілюстрації — Джої Джеймс Гернандез
- Арт-дирекція — Otep
- Асистент — Raider
- Звукорежисер — Ульріх Вайлд
- Мікшування — Ульріх Вайлд
- Продюсер — Ульріх Вайлд